# جون غلين

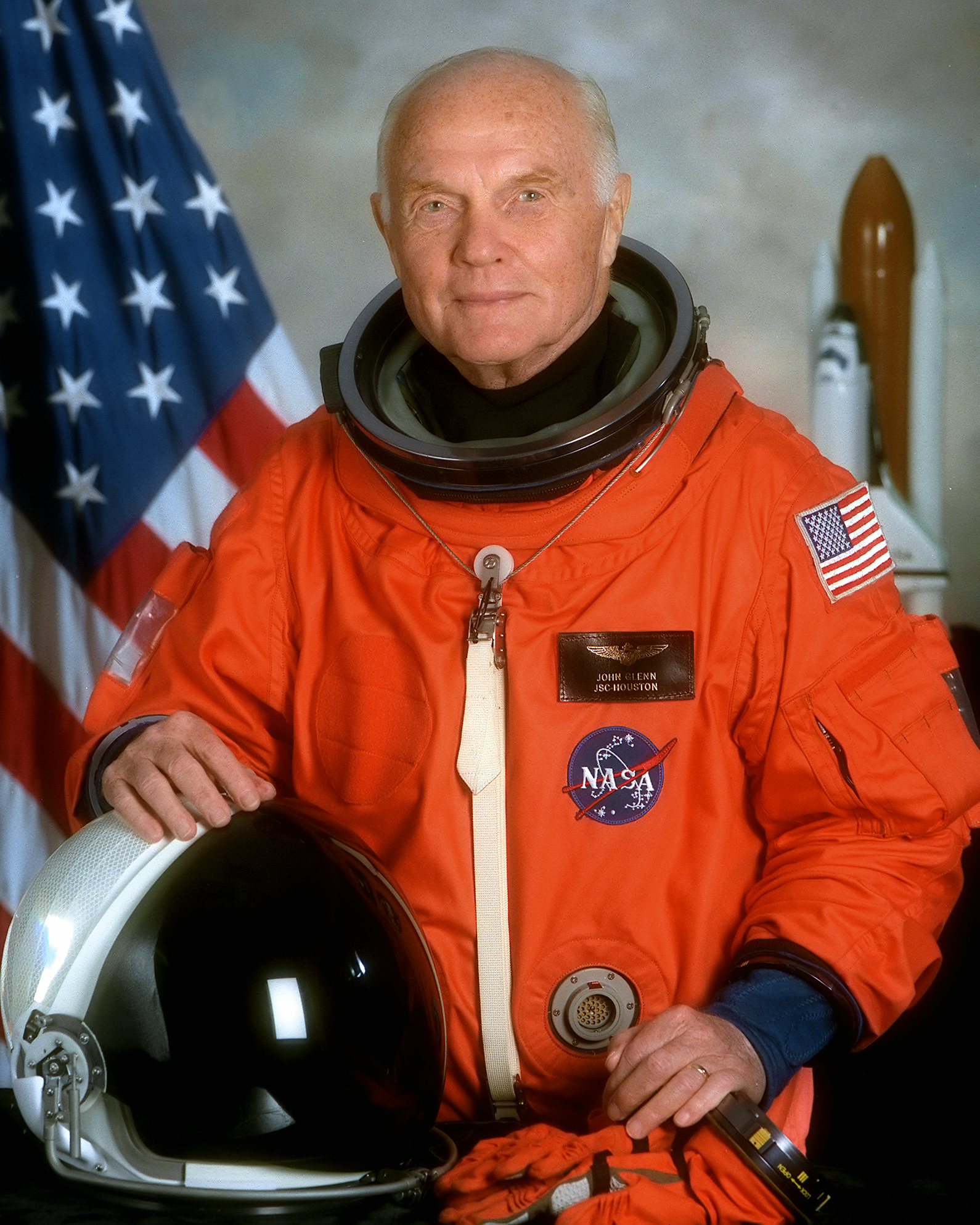
جون غلين

جون هيرشل غلين الابن (بالإنجليزية: John Herschel Glenn Jr.)‏، وُلد يوم 18 يوليو عام 1921 وتوفي يوم 8 ديسمبر عام 2016، كان طيارًا بالبحرية الأمريكية، ومهندسًا، ورائد فضاء، ورجل أعمال، وسياسي. كان غلين أول أمريكي يدور حول الأرض، إذ حلق في مدار حول الأرض وأتم ثلاث دورات في عام 1962. أصبح غلين نائبًا ديموقراطيًا بمجلس الشيوخ الأمريكي في الفترة بين عامي 1974 و1999 عن ولاية أوهايو، وذلك بعد تقاعده من عمله بوكالة ناسا، وطار غلين للفضاء مرةً أخرى في عام 1998 عن عمر ناهز 77 عامًا.
كان غلين طيارًا مقاتلًا متميزًا خلال الحرب العالمية الثانية، وعملية بيليجرد العسكرية، وحرب كوريا، وذلك قبل انضمامه لوكالة ناسا. أسقط غلين ثلاث طائرات من نوع ميغ-15، وحصل على ستة أوسمة من نوع (صليب الطيران المتميز)، و18 قلادةً من نوع (القلادة الجوية). قام غلين في عام 1957 بأول رحلة جوية عابرة للقارات بسرعة تخطت سرعة الصوت عبر الولايات المتحدة. والتقطت آلة التصوير المثبتة على طائرته أول صورة بانورامية متصلة للولايات المتحدة.
كان غلين واحدًا من برنامج رواد الفضاء ميركوري-7، وكان أعضاء هذا البرنامج طيارين اختبار عسكريين اختيروا عام 1959 بواسطة ناسا ليكونوا أول رواد فضاء أمريكيين. طار غلين إلى الفضاء يوم 20 فبراير عام 1962 في مهمة فريندشب-7، ليكون أول أمريكي يدور حول الأرض، وخامس شخص وثالث أمريكي يذهب إلى الفضاء. حصل غلين على القلادة المتميزة من ناسا في عام 1962، وحصل أيضًا على قلادة الشرف للفضاء التابعة للكونغرس عام 1978، وأضيف إلى قاعة مشاهير رواد الفضاء بالولايات المتحدة في عام 1990، وحصل على وسام الحرية الرئاسي عام 2012.
استقال غلين من ناسا في يناير عام 1964. انتُخب غلين لأول مرة بمجلس الشيوخ باعتباره عضوًا بالحزب الديموقراطي عام 1974، وخدم بالمجلس لمدة 24 عامًا حتى شهر يناير عام 1999. وبينما كان نائبًا بمجلس الشيوخ عام 1998، طار غلين إلى الفضاء خلال المهمة إس تي إس-95 للمكوك الفضائي ديسكفري ليكون أكبر رائد فضاء سنًا يسافر إلى الفضاء عن عمر ناهز 77 عامًا، ورائد الفضاء الوحيد الذي طار خلال برنامج ميركوري وبرنامج المكوك الفضائي. توفي غلين عام 2016 عن عمر ناهز 95 عامًا، وكان غلين وقتها أكبر وآخر رواد الفضاء الباقين على قيد الحياة من برنامج ميركوري-7. ظل غلين باقيًا طوال حياته بجوار زوجته آني غلين، والتي كانت تعمل على دعم الأشخاص ذوي الإعاقة واضطرابات التواصل. 

## مطلع حياته والتعليم
وُلد جون هيرشل غلين الابن يوم 18 يوليو عام 1921 بمدينة كامبريدج في ولاية أوهايو، وكان ابنًا لجون هيرشل غلين الذي كان يعمل بشركة للسباكة، وكلارا تيريزا سبروت التي كانت تعمل معلمة. تزوج والداه بعدما ترك والده (جون) الجبهة الغربية للحرب العالمية الأولى بفترة وجيزة، إذ كان والده منضمًا لقوات المشاة الأمريكية. انتقلت العائلة لتعيش بمدينة نيو كونكورد في ولاية أوهايو، وأنشأ والده شركته الخاصة المسماة بشركة غلين للسباكة بعد ولادة ابنه بفترة وجيزة. كان غلين الابن رضيعًا عندما قابل آنا (آني) مارغريت كاستور لأول مرة، والتي ستصبح زوجته فيما بعد. وكان الإثنين على علاقة وطيدة طوال فترة حياتهما منذ بدايتها. طار غلين في رحلته الجوية الأولى عندما كان يبلغ 8 أعوام برفقة والده. وفُتن بالطيران وقتها، إذ كان يصمم نماذج للطائرات باستخدام معدات للتصميم من خشب البلزا. درس غلين بمدرسة نيو كونكورد الابتدائية برفقة أخته بالتبني جين. عمل غلين في غسيل السيارات وكان يبيع بعض النباتات مثل «راوند الحدائق» حتى يتمكن من شراء دراجة، وتمكن بعد شرائها من الحصول على وظيفة موزع لجريدة «كولوكبوس ديسباتش». كان غلين عضوًا بفريق الجوالة بولاية أوهايو، وهي منظمة شبيهة بأشبال الكشافة. رُمم منزل طفولته في نيو كونكورد باعتباره مزارًا لمنزل تاريخي ومركز تعليم.
درس غلين في مدرسة نيو كونكورد الثانوية حيث كان يلعب بفريق المدرسة لكرة القدم الأمريكية. أسس غلين أيضًا فريقين لكرة السلة والتنس، وكان مشتركًا بنادي (Hi-Y) بالمدرسة، التابع لجمعية الشبان المسيحين. التحق غلين بجامعة ماسكينغام بعد تخرجه من المدرسة الثانوية عام 1939 حيث درس الكيمياء، وانضم إلى أخوية نادي (ستاغ) للطلبة، ولعب أيضًا بفريق كرة القدم الخاص بالجامعة. تخصصت زوجته آني في الموسيقى، ودرست السكرتارية والتربية الرياضية بشكل ثانوي وكانت تنافس في فرق السباحة والكرة الطائرة. حصل غلين على إجازة طيار خاص وشهادة في دراسة الفيزياء بشكل مجاني خلال برنامج تدريب الطيارين المدنيين في عام 1941. ولكن لم يكمل غلين السنة الأخيرة في البرنامج ولم يدخل الامتحان النهائي، ولهذا لم تمنحه الجامعة شهادة البكالريوس في ذلك الوقت.

## حياته الشخصية
كان لغلين وآني طفلان، وهما جون ديفيد وكارولين آن، بالإضافة إلى حفيدين آخرين، وظل غلين وآني متزوجين لمدة 73 عامًا إلى أن فارق الحياة. كان غلين عضوًا بتنظيم الماسونية في المحفل الماسوني (كونكورد) برقم 688 بمدينة نيو كونكورد في ولاية أوهايو. وحصل على كافة الدرجات الماسونية في مراسم خاصة بواسطة المعلم الأكبر في عام 1978 بأوهايو، أي بعد 14 عامًا من انضمامه للمحفل. أصبح غلين في عام 1999 ماسونًا من الدرجة الثالثة والثلاثين للطقوس الاسكتلندية في وادي سينسيناتي. وُكرم غلين في مُقتبل شبابه باعتباره عضوًا برابطة الشرف التابعة لمنظمة دو مولاي، وهي منظمة دولية ماسونية للشباب.
كان غلين شيخًا مُعيّنًا بالكنيسة المشيخية. وبدأت عقيدته الدينية قبل أن يصبح رائد فضاء، وأصبحت أقوى بعد ذهابه للفضاء. قال غلين بعد رحلته الثانية والأخيرة للفضاء: «من المستحيل بالنسبة لي أن أنظر لكل هذا الخلق العظيم ولا أؤمن بالله». لم يرَ غلين أي تناقض بين الإيمان بالله واعتبار التطور حقيقة علمية وآمن غلين أيضًا بأهمية تدريس نظرية التطور في المدارس. قال غلين: «لا أرى أنني أقل تدينًا بسبب إيماني بقدرة العلم على رصد التغيرات التي نمر بها خلال تطورنا مع الوقت، وهذه حقيقة. وهذا لا ينفي كون العلم أمرًا مدهشًا، ولا ينفي أيضًا إمكانية وجود قوة عظمى أقوى مننا جميعًا مسؤولة عن كل ما يجري في الكون».

## العودة للفضاء
في عام 1995، كان غلين يقرأ كتاب طب وفيزيولوجيا الفضاء، وهو كتاب مؤلَّف بواسطة أطباء ناسا. وأدرك غلين أن هناك العديد من التغيرات التي تطرأ على الحالة البدنية خلال السفر إلى الفضاء، مثل الفقدان من كتلة العظام، والعضلات، وبلازما الدم، وهي نفس التغيرات التي تحدث مع التقدم بالسن. واعتقد غلين أنه على ناسا أن ترسل أحد المسنين بإحدى مهمات المكوك الفضائي، وأراد غلين أن يتطوع لهذه المهمة. وبدأ غلين في عام 1995 بمحاولات لإقناع مدير وكالة ناسا دان غولدين للقيام بهذه المهمة. وأخبره غولدين أنه سيفكر في الأمر إذا كانت لها أغراض علمية فعلًا، وإذا كان غلين قادرًا على اجتياز نفس الفحوصات البدنية التي يجتازها رواد الفضاء الأصغر في السن. أجرى غلين أبحاثًا علميةً على هذا الشأن، وتمكن من اجتياز الفحوصات البدنية. وأعلن مدير وكالة ناسا دان غولدين يوم 16 يناير عام 1998 أن غولدين سيكون عضوًا في طاقم مهمة المكوك الفضائي إس تي إس-95، وهذا جعله أكبر شخص يطير إلى الفضاء، إذ كان يبلغ عمره وقتها 77 عامًا.

## وصلات خارجية
- جون غلين على موقع IMDb (الإنجليزية)
- جون غلين على موقع الموسوعة البريطانية (الإنجليزية)
- جون غلين على موقع الموسوعة البريطانية (الإنجليزية)
- جون غلين على موقع مونزينجر (الألمانية)
- جون غلين على موقع ميوزك برينز (الإنجليزية)
- جون غلين على موقع إن إن دي بي (الإنجليزية)
- جون غلين على موقع ديسكوغز (الإنجليزية)
- جون غلين على موقع قاعدة بيانات الفيلم (الإنجليزية)
- جون غلين على موقع أوليمبيديا (الإنجليزية)
- NASA — John Glenn: A Journey
- الفيلم القصير John Glenn Story (1963) متوفر للتحميل من موقع أرشيف الإنترنت [المزيد]
- John Glenn Honored as an Ambassador of Exploration نسخة محفوظة 16 مارس 2010 على موقع واي باك مشين.
- John & Annie Glenn Historic Site and Home
- John Glenn School of Public Affairs, The Ohio State University
- John Glenn's Official NASA Biography
- John Glenn's Flight on Friendship 7, MA-6 – as heard on KCBS Radio
- John Glenn's Flight on Friendship 7, MA-6 – complete 5-hour capsule audio recording
- John Glenn's Flight on the Space Shuttle, STS-95
- Spacefacts biography of John Glenn
- John Glenn Archive
- John Glenn: Unpublished Photos — slideshow by Life magazine